# Iultin
Iultin (en ruso: Иультин) es un antiguo asentamiento de tipo urbano en Chukotka, Rusia. En la actualidad el asentamiento está despoblado, pero en 1989 poseía 3120 residentes. Sus habitantes eran trabajadores de las minas de estaño y tungsteno.

## Historia

### Periodo soviético

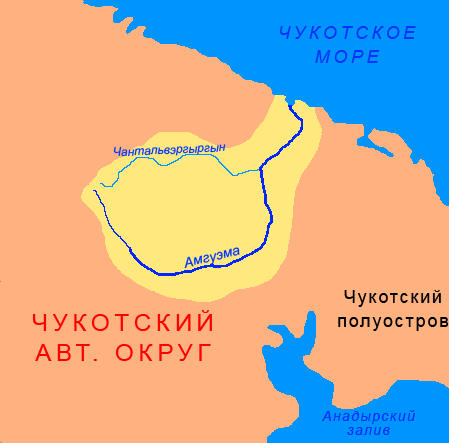
El río Amguyema que es atravesado por la carretera Iultin-Amguyema

El  establecimiento fue creado a raíz del descubrimiento en 1937 de depósitos de estaño y tungsteno en la zona. Al principio el asentamiento estaba muy incomunicado, ya que no existía ninguna carretera que lo uniese con otra localidad, y los suministros tenían que ser llevados por un convoy de tractores que partían de una distancia de 400 km. La vida era muy dura para los primeros 73 habitantes de Iultin, los cuales vivían en tiendas o casas de madera contrachapada. En 1946, llegó a la zona un grupo de prisioneros, los cuales comenzaron la construcción de una carretera de 200 km que une Iultin con Amguyema y que atraviesa el río Amguyema.
Iultin era un elemento clave durante el periodo soviético para la economía de Chukotka, y era muy valiosa para todo el país, ya que sus metales se exportaban a todo el mundo.

### Periodo postsoviético
Con la caída de la Unión Soviética y el fin de la economía planificada y el surgimiento de los mercados privados, el coste de mantenimiento de las minas de Iultin se reveló como no rentable, así que ya no era viable seguir extrayendo metales de estas minas, y el asentamiento fue oficialmente abandonado en 1995, y todos sus habitantes emigraron a otros lugares.